# Анатичук Лук'ян Іванович
Анатичук Лук'ян Іванович (15 липня 1937, с. Колінківці, Хотинський район, Чернівецька область — 5 червня 2024, м. Чернівці) — радянський та український учений у галузі термоелектрики та технології матеріалів для перетворювачів енергії. Доктор фізико-математичних наук (1973), професор (1974), академік Національної академії наук України (1992).

## Життєпис
Народився 15 липня 1937 року в селі Колінківці (нині Хотинський район Чернівецької області) у родині вчителів.
Після закінчення у 1960 р. фізико-математичного факультету Чернівецького державного університету Л. І. Анатичук займається науковими дослідженнями і у 1964 р. захищає кандидатську, а в 1974-му — докторську дисертації присвячені темі термоелектрики.
У 1978 р. для розвитку напрямку термоелектрики було створено конструкторсько-технологічне бюро «Фонон» (КБ «Фонон»), науковим керівником, а з 1980 р. і директором якого став Л. І. Анатичук. КБ стало провідною науково-технічною організацією з термоелектрики в країні.
У 1991 р. КБ «Фонон» реорганізовано у науково-дослідний Інститут термоелектрики подвійного підпорядкування — Національній академії наук та Міністерству освіти і науки України. Незмінний керівник інституту — Л. І. Анатичук. Під його науковим керівництвом було розширено фундаментальні роботи з термоелектрики: розвинута теорія функціонально-градієнтних матеріалів, динамічна теорія термоелектричного охолодження, теорія надійності термоелектричних приладів та систем, також знайшла подальший розвиток узагальнена теорія термоелектричного перетворення енергії. На її основі винайдено низку нових типів термоелементів.
Ідеї ученого покладені в основу створення нових комутацій, технологій і конструкцій низки термоелектричних модулів для термогенераторів з рівнем температури джерел тепла 250—350 °С. За своїми характеристиками модулі істотно перевищили відомі світові аналоги і стали основою для створення різноманітних термоелектричних генераторів. Здійснено прогрес і у створенні ефективних та високонадійних систем охолодження і кондиціонування. Розроблено теплові насоси у системах регенерації води для космонавтів на орбітальних станціях. Під науковим керівництвом Л. І. Анатичука Інститут термоелектрики взяв участь у розробці потужних кондиціонерів для підводних човнів Франції. Створено особливо надійні модулі охолодження для європейської космічної системи мікрогравітації та модулі для охолодження чутливих сенсорів для систем орієнтації європейських супутників Землі. Розроблено ефективні блоки для побутових холодильників як заміну фреоновим компресорним агрегатам.
У 1993 р. Л. І. Анатичук організував видавництво міжнародного наукового журналу «Термоелектрика», став його головним редактором. Часопис видається трьома мовами — українською, російською та англійською, розповсюджується у 43 країнах світу і досі є єдиним фаховим виданням з термоелектрики.
Л. І. Анатичук — організатор міжнародних форумів з термоелектрики, які проводяться один раз на два роки. За його ініціативою у 1994 р. створено Міжнародну термоелектричну академію, до складу якої ввійшли провідні спеціалісти з 20 країн світу — США, Англії, Франції, Японії, Італії, Росії, України та інших держав. Учений був незмінним президентом цієї академії.
Л. І. Анатичук — автор 6 монографій, зокрема 2 — англійською мовою, понад 300 наукових праць та близько 100 авторських свідоцтв і патентів.
Л. І. Анатичук — голова Спеціалізованої вченої ради Інституту термоелектрики із захисту кандидатських і докторських дисертацій за спеціальністю «Фізика приладів, елементів і систем», голова науковокоординаційної ради Західного наукового центру НАН та МОН України в Чернівецькій області, завідувач кафедри термоелектрики Чернівецького національного університету ім. Ю. Федьковича.
Помер у Чернівцях 5 червня 2024 року, не доживши трохи більше місяця до свого 87-го дня народження. Був похований 8 червня на Чернівецькому центральному цвинтарі.

## Нагороди
- Орден князя Ярослава Мудрого IV ст. (28 червня 2017) — за значний особистий внесок у державне будівництво, соціально-економічний, науково-технічний, культурно-освітній розвиток України, вагомі трудові здобутки та високий професіоналізм[2]
- Орден князя Ярослава Мудрого V ст. (18 травня 2012) — за вагомий особистий внесок у розвиток вітчизняної науки, зміцнення науково-технічного потенціалу України, багаторічну сумлінну працю[3]
- Орден «За заслуги» I ст. (16 травня 2007) — за вагомий особистий внесок у розвиток вітчизняної науки, зміцнення науково-технічного потенціалу України, підготовку наукових кадрів, багаторічну плідну наукову діяльність[4]
- Орден «За заслуги» II ст. (14 травня 2004) — за вагомі особисті заслуги в розвитку вітчизняної науки, створення національних наукових шкіл, зміцнення науково-технічного потенціалу України та з нагоди Дня науки[5]
- Орден «За заслуги» III ст. (11 липня 1997) — за вагомий особистий внесок у розвиток фундаментальних і прикладних досліджень в галузі термоелектрики, багаторічну плідну наукову діяльність[6]
- Орден Жовтневої Революції (1986)
- Орден «Знак Пошани» (1975)
- Ювілейна медаль «10 років незалежності України»